# Interconnector

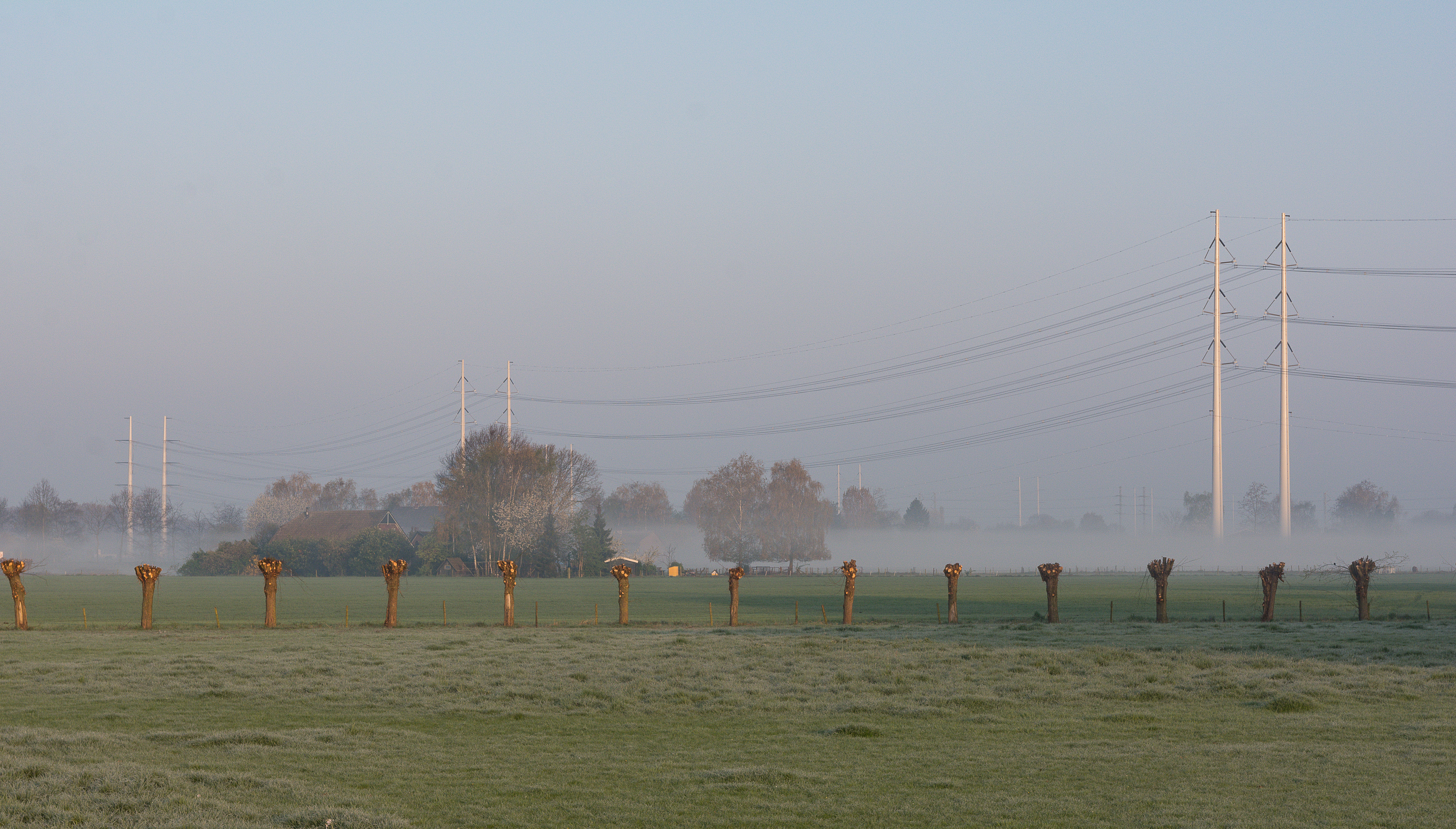
380kV-interconnector Doetinchem-Wesel, nabij Etten

Een interconnector is een type infrastructuur dat uitwisseling van energie tussen verschillende netwerken mogelijk maakt. Het begrip wordt voornamelijk gebruikt voor internationale verbindingen tussen elektriciteits- en gasnetwerken. Een elektrische interconnector faciliteert elektriciteitstransport tussen elektriciteitsnetten van verschillende landen of tussen verschillende synchrone elektriciteitsnetten. Interconnectoren kunnen bestaan uit onderzeese kabelverbindingen, ondergrondse kabelverbindingen op land, alsook bovengrondse elektriciteitslijnen. Derhalve kunnen interconnectoren een landsgrens op het vasteland overschrijden of twee landen verbinden die gescheiden zijn door water.

## Economie
Interconnectoren zijn noodzakelijk voor het verhandelen van energie tussen gebieden. De Interconnector UK staat aardgashandel tussen het België en het Verenigd Koninkrijk toe, terwijl de East–West Interconnector elektriciteitshandel tussen het Verenigd Koninkrijk en Ierland mogelijk maakt. Een territorium dat meer energie opwekt dan het nodig heeft voor eigen activiteiten kan derhalve het energieoverschot verkopen aan een naburig gebied.
Interconnectoren zorgen ook voor een toename van veerkracht op de energiemarkt. Binnen de Europese Unie is er een beweging richting een gemeenschappelijke markt voor energie, wat interconnectoren rendabel maakt. Zodoende is het Nord Pool-platform, gericht op energie-uitwisseling tussen Noordse en Baltische staten, gebaseerd op meerdere interconnectoren. De verst mogelijke implementatie hiervan is het voorgesteld Europees supernetwerk dat een aanzienlijk aantal interconnectoren tussen nationale elektriciteitsnetwerken zou moeten omvatten.

## Nederlandse hoogspanningsinterconnectoren
Verenigd Koninkrijk
- BritNed-kabel

Noorwegen
- NorNed-kabel

Denemarken
- COBRA-kabel

België
- Rilland-Zandvliet
- Maasbracht-Van Eijck

Duitsland
- Doetinchem-Wesel
- Hengelo (Overijssel)-Gronau
- Maasbracht-Siersdorf
- Meeden-Diele[4]

## Belgische hoogspanningsinterconnectoren
Verenigd Koninkrijk
- Nemo Link

Nederland
- Rilland-Zandvliet
- Maasbracht-Van Eijck

Frankrijk
- Monceau-Chooz
- Achêne-Lonny
- Aubange-Moulaine
- Avelgem-Avelin
- Fourmies-Chimay[5]

Groothertogdom Luxemburg
- Aubange-Belval

Duitsland
- ALEGrO (Lieze-Oberzier)[6][7]